# Durex
Durex là một thương hiệu bao cao su từng có chủ sở hữu là Công ty SSL International của Anh. Tháng 7 năm 2010 công ty này đã được bán lại cho tập đoàn Reckitt Benckiser cũng của Anh. Bên cạnh mảng sản phẩm nổi tiếng của thương hiệu là bao cao su, thương hiệu cũng có những sản phẩm khác như chất bôi trơn và máy rung.

## Lịch sử
Durex là thương hiệu bao cao su và chất bôi trơn cá nhân thuộc sở hữu của Reckitt Benckiser. Bao cao su lần đầu tiên được sản xuất tại Paris vào năm 1908 trước khi được mua lại bởi công ty Colman’s của Anh hiện đã không còn tồn tại. Sau đó, nó được phát triển ở London dưới sự giám sát của Công ty Cao su London và British Latex Products Ltd, nơi nó được sản xuất từ năm 1932 đến năm 1994. Công ty Cao su London được thành lập vào năm 1915, và tên thương hiệu Durex ("Độ bền, Tính đảm bảo và Sự xuất sắc") được đưa ra vào năm 1929 mặc dù London Rubber không bắt đầu sản xuất bao cao su nhãn hiệu riêng cho đến năm 1932, với sự hợp tác của một sinh viên công nghệ cao su đến từ Ba Lan tên là Lucian Landau. Cuốn sách đầu tiên về Công ty Cao su London và lịch sử của bao cao su Durex, được viết bởi Jessica Borge, được xuất bản vào tháng 9 năm 2020 bởi Nhà xuất bản Đại học McGill-Queen. Nhãn hiệu này được Công ty cao su Luân Đôn đăng ký thương hiệu năm 1929 là chữ viết tắt của "Durability, Reliability, and Excellence" (Độ bền, Tính đảm bảo và Sự xuất sắc) mặc dù có vài người nhầm lẫn đó là "Durable Latex" (cao su bền bỉ).
Bao cao su Durex chiếm khoảng một phần tư thị phần toàn cầu về trang bị bảo vệ trong quan hệ tình dục. Bao cao su Durex bán chạy thứ hai tại thị trường Mỹ, sau thương hiệu Trojan.

## Sản xuất
Mỗi năm có hơn một tỉ sản phẩm được sản xuất bởi 17 nhà máy trên toàn cầu. Năm 2007, hệ thống sản xuất bao cao su Durex tại Anh đã được chuyển đến Trung Quốc, Ấn Độ và Thái Lan.

## Các sản phẩm
Các dòng sản phẩm của Durex bao gồm chín loại bao cao su latex, hai nhãn hiệu nổi tiếng nhất ở Bắc Mỹ là Sheik và Ramses, và bao cao su Avanti, loại bao cao su đầu tiên được chế tạo từ polyurethane. Bao cao su polyurethane không bị mục nhiều như bao cao su latex và thích hợp cả với những người bị dị ứng latex.

## Những sự kiện liên quan

### Thế vận hội mùa hè 2012
Tuy không phải là nhà tài trợ chính thức cho Thế vận hội, Durex đã tặng 150.000 bao cao su miễn phí cho hơn 10.000 vận động viên thi đấu tại Thế vận hội Mùa hè Luân Đôn 2012.